# Zero no Tsukaima
Zero no Tsukaima (яп. ゼロの使い魔 Дзэро но цукайма) — японская серия ранобэ и её аниме-адаптация, состоящая из четырёх сезонов. Автор оригинального сюжета — Нобору Ямагути, иллюстрации — Эйдзи Усацука. Серия ранобэ состоит из двадцати двух книг, первые 20 томов написаны Нобору Ямагути, остальные 2 тома написаны Симидзу Ю после смерти Ямагути по его записям. Последний том был выпущен 22 февраля 2017 года, тем самым окончив серию, сам Ямагути обещал что 22 том будет последний. Действие происходит в фэнтези-мире в Академии магии, где персонажи обучаются магическому искусству. Главная героиня: Луиза и её подручный с Земли по имени Сайто Хирага. Сюжет содержит множество отсылок к Европейской истории XVII—XVIII века и японским представлениям о магии.

## Сюжет
Обычный японский школьник Хирага Сайто в один прекрасный день против своей воли оказывается заброшенным в параллельный мир, в котором магия является обычным делом, власть находится в руках дворян, а школьники помимо математики с геометрией учат основы алхимии, волшебства и призыва существ. В результате неудачного (на первый взгляд) призыва ученицы магической академии Луизы, Сайто является в незнакомый для него мир, чтобы стать её подручным Первым в истории школы человеком-прислужником. Только несколько человек в академии магии поняли, что Сайто на самом деле легендарный герой Гандальв и прислужник мага Пустоты. Первое время Сайто не принимал Луизу, но узнав, какая она на самом деле, обрёл новый смысл своей жизни.

## Персонажи

### Основные
Луиза (полное имя Луиза Франсуаза ле Блан де ла Вальер де Тристейн) — главная героиня, учащаяся второго года обучения в Магической Академии Тристейн. Персонаж является отсылкой на историческую личность. Одноклассники над ней издеваются, так как любое её заклинание в лучшем случае заканчивается ничем (в худшем — взрывом). За её нулевые успехи в магии, за нулевой уровень как мага (она не умеет работать ни с одной магической стихией) и за размер груди её прозвали Нулевая Луиза (ゼロのルイズ Дзэро но Руидзу). Третья дочь благородного семейства ла Вальер с северо-запада Тристейна. Хорошо осведомлена обо всех законах и правилах знати. Влюблена в Сайто, а в самом конце становится его женой. Персонаж Луизы является одной из «4 цундере» наряду с главными героинями аниме-сериалов Toradora!, Shakugan no Shana и Hayate the combat butler, которых тоже озвучивает Риэ Кугимия.
Подручный: Хирага Сайто, Шевалье её величества, королевы Тристейна, Генриетты и Герцог де Орньер. В начале третьего сезона печать Гандальва исчезает с руки Сайто, и он на некоторое время перестаёт быть подручным Луизы. Также он утрачивает способности Гандальва.
Особые способности: Разрыв (создание мощного взрыва путём объединения четырёх элементов), Рассеивание (чары, способные пробить магический барьер, а также рассеять тёмное заклятье), Мировая Дверь/Врата Миров (заклинание, соединяющее две точки пространства порталами, позже Луиза научилась создавать проход между миром Сайто и Халкегинией).
Сэйю: Риэ Кугимия
Сайто Хирага (полное имя Сайто, шевалье де Хирага, герцог де Орньер) (яп. 平賀才人 Хирага Сайто) — главный герой с Земли. Был призван заклинанием Луизы. В начале не понимал местный язык, но после того, как Луиза попыталась заколдовать его заклинанием тишины, стал понимать окружающих (вероятно, побочный эффект заклинания Луизы). Это было сделано только в аниме, в ранобэ и манге Сайто сразу после призыва понимает местный язык. После заклинания призыва, произнесённого Луизой, на левой руке Сайто возникла надпись рунами Гандальв (левая рука бога) (пишется катаканой как ガンダールヴ Ганда: руву), которая и даёт ему сверхспособности обращения с любым видом оружия. Но после того как его по случайности призвала Тифа, он становится ещё и Лифдрасилем (сердце бога). Способность заключается в том, что подручный может усиливать магию мага пустоты, взамен расходуя свою жизненную силу. Влюблён в Луизу, в самом конце становится её мужем.
Особые способности: владение любым видом оружия, усиливать мага пустоты.
Сэйю: Сатоси Хино

### Второстепенные
Кирхе (полное имя Кирхе Августа Фредерика фон Анхальт-Цербст) — одноклассница Луизы. Персонаж является отсылкой на историческую личность. Её специализация — магия Огня. Её семья с давних пор враждует с семейством ла Вальер. Крайне любвеобильна, назначает свидания почти всем парням в школе, включая Сайто (а в 3 части дорывается и до преподавателя-мага стихии огня — профессора Кольбера). Лучшая подруга Табиты.
Подручный: саламандра Пламя.
Сэйю: Нанако Иноуэ
Табита — одноклассница Луизы. Из королевской семьи Галлии. Очень тихая девушка, лучшая подруга Кирхе. Почти всегда читает какую-то книгу. Настоящее имя Шарлотта. Она очень сильна в магии Ветра. Также влюблена в Сайто. Однажды ей не по своей воле приходится стать врагом Сайто и всех своих друзей.
Подручный: древний былинный дракон Сильфа, который может принимать образ девушки по имени Ирукуку.
Сэйю: Юка Инокути
Гиш (полное имя Гиш де Граммон) — одноклассник Луизы. Хотя он ухаживает за Монморанси, на самом деле Гиш считает себя неотразимым плейбоем и на одной девушке не останавливается. Он всегда носит с собой палочку, сделанную в виде искусственной розы. Обожает своего подручного.
Подручный: гигантский крот Верданди.
Сэйю: Такахиро Сакураи
Сиеста — служанка при академии. Влюблена в Сайто. Всячески пытается отбить Сайто у Луизы и влюбить в себя.
Сэйю: Юи Хориэ
Монморанси (полное имя Монморанси Маргарита ла Файри де Монморанси) — одноклассница Луизы. Как и большинство дворян Тристейна, она очень надменна. Влюблена в Гиша Де Грамона. Сайто называет её просто Монмон.
Подручный: лягушка Робин.
Сэйю: Микако Такахаси
Тифания (полное имя Тифания Вествуд) — девушка-полуэльф, которая спасла жизнь Сайто. Испытывает к нему не вполне ясные чувства, нечто среднее между благодарностью, привязанностью и любовью. Разрешает друзьям называть её Тифой. До встречи с Сайто живёт одна в лесу (в ранобэ живёт в детском приюте в Альбионе), а чуть позже также приходит учиться в Магическую Академию. Королевского происхождения, двоюродная сестра Генриетты. Красивая и добрая, и потому окружающие обычно от неё в восторге. К этому также имеет немалое отношение и солидный размер груди. Обладает какими-то знаниями о магах пустоты и их подручных . В четвёртом сезоне выясняется, что её Магия Забвения — дар Пустоты, и что сама Тифания является одним из четырёх магов Пустоты. И вскоре оказывается, что Сайто тоже её подручный. Кузина принцессы Генриетты.
Подручный: Сайто.
Сэйю: Мамико Ното
Генриетта — принцесса Тристейна. Обожаема народом. Подруга детства Луизы. Также влюблена в Сайто.
Подручный: отсутствует.
Сэйю: Аяко Кавасуми
Осман — директор Магической академии Тристейна. Основные слабости: любит курить и подглядывать.
Подручный: мышь Моцонир.
Сэйю: Такэси Аоно
Агнесс — рыцарь принцессы Тристейна. Сильная женщина, хорошо владеющая мечом. Ищет человека, который спас её жизнь, но при этом оставил её сиротой. Когда есть возможность, тренирует Сайто владению мечом.
Жан Кольбер — учитель в Магической академии Тристейна. Маг огня. Интересуется вещами из другого мира. Руническое имя: Огненный змей. Погибает в конце второго сезона. Однако, как показывается в третьем, его смерть была инсценирована Табасой.
Подручный: отсутствует.
Сэйю: Такуама Судзуки
Шефилд — девушка-подручный действующего короля Галлии. Очень сильна в магии, постоянно охотится за Сайто и Луизой. Может призывать подручных и управлять ими.
Шеврез — учитель в Магической академии Тристейна.
Руническое имя: Глинозем.
Сэйю: Норико Судзуки
Лонгвиль — секретарь Османа, которая часто становится жертвой непристойных шуток Османа. Также часто выходит из себя из-за его проделок (например, когда он подсылает своего подручного, чтобы узнать цвет её нижнего белья). Впоследствии оказывается, что она — знаменитая воровка Фуке «Размазня».
Сэйю: Арико Кимура

## Историческая основа
Большинство имён создано на основе литературных и исторических персонажей:
Луиза — Луиза Франсуаза де ла Бом ле Блан де ла Вальер, первая фаворитка короля Людовика XIV, фрейлина супруги брата Людовика. Реальная Луиза не была безупречной красавицей и немного прихрамывала, но была очень мила и нежна. Чувства, которые испытывал к ней Людовик, можно было назвать истинной любовью. С 1661 по 1667 год она родила королю пятерых детей и получила герцогский титул. После этого король начал охладевать к ней, и в 1675 году Луиза была вынуждена уйти в монастырь кармелиток. Она стала героиней романа Дюма «Виконт де Бражелон, или Десять лет спустя».
Монморанси — Старинный дворянский французский род, известный с X века. Встречается в романе Льва Толстого «Война и мир» и Александра Дюма(отец) «Граф Монте-Кристо».
Гиш — Гиш де Граммон это Арман де Грамон, граф де Гиш. Французский генерал-лейтенант и придворный. В истории Франции столь же известен своими романтическим похождениями, как и военными подвигами. Обладая очень красивой наружностью, приятными и изысканными манерами, ловкий и остроумный, Грамон пользовался большим успехом среди легкомысленных дам при дворе Людовика XIV. Обладал излишним тщеславием и надменным видом, что омрачало все его прекрасные качества. Стал одним из персонажей «Любовной истории галлов» Роже Бюсси-Рабютена (под именем Тримале), а также одним из действующих лиц последних двух частей мушкетёрской трилогии Александра Дюма: «Двадцать лет спустя» и «Виконт де Бражелон».
Кирхе Цербст — Августа Фредерика Ван Ангальрт Цербст — нам известна как принцесса Фике или Екатерина II Великая, русская императрица (1762—1796), действительно немка по происхождению. Она парадоксальным образом совмещала в себе высокий интеллект, образованность, государственную мудрость и приверженность к «свободной любви» (тут есть параллели с персонажем аниме). Стоит отметить, что «разврат» Екатерины был не таким уж скандальным явлением на фоне общей распущенности нравов XVIII столетия. «Кирхе» (Kirche) — имя придуманное и переводится с немецкого как «церковь».
Табита — Одна из обращённых в христианство в Иоппии (ныне город Яффа). Господь воскресил её по молитве святого апостола Петра (Деяния Апостолов, глава 9, 36-42). Упоминается в романе Дюма «Белые и синие» (в одной из глав подробно рассказывается её история).
Шеврез — Герцогиня Мария де Роган-Монбазон де Шеврез, известная французская интриганка (1600—1679). Её жизнь представляет собой непрерывную цепь интриг; её имя замешано почти во всех главных политических событиях этого времени во Франции. Присутствует во всех романах Дюма про Д’Артаньяна.
Лонгвиль — Анна Женевьева де Бурбон Конде, Герцогиня Лонгвиль, дочь Генриха II де Бурбона, сестра Великого Конде и принца де Конти, — одна из вождей Фронды, друг Ларошфуко. Фронда проиграла, и она провела жизнь в изгнании, занимаясь благотворительностью. Встречается в романе Дюма «Двадцать лет спустя».
Кольбер — Жан-Батист Кольбер, знаменитый французский государственный деятель. При Людовике XIV был назначен интендантом финансов. В этой должности Кольбер открыл ряд злоупотреблений главного интенданта Фуке и сделался в 1661 году его фактическим, хотя и не номинальным преемником; лишь восемь лет спустя он стал государственным министром. Был очень скромен: работал до пятнадцати часов ежедневно, не обращал внимания на придворный мир и мнения света, ходил пешком к королю и т. п. Встречается в романах Дюма «Десять лет спустя» и «Двадцать лет спустя».
Фуке — Никола Фуке, известный французский государственный деятель. В 1650 году Фуке купил себе должность главного прокурора при парижском парламенте. Мазарини сделал в 1653 году Фуке суперинтендантом финансов. Управление Фуке ознаменовалось приведением финансов в полное расстройство и систематическим расхищением государственной казны. Кольбер обратил внимание короля, что Фуке, регулярно подделывает отчёты, присылаемые королю. У Людовика были свои причины для недовольства Фуке, но не было повода его арестовать: генерального прокурора можно было судить только по разрешению парламента. А вина Фуке была в том, что он усиленно добивался расположения некой мадам де ла Вальер. Некоторые историки полагают, что Фуке и был «Железной Маской», которую Дюма упоминает в романе «Виконта де Бражелон».
Кэтти — Служанка Миледи из романа Дюма «Три мушкётера».
Скаррон — Поль Скаррон, французский писатель и поэт XVII-го века, специализировался на пародиях и сатирах на «жеманную» литературу и нравы своего времени. Дюма посвятил Скаррону целую главу в романе «Двадцать лет спустя», изобразив встречу легендарных мушкетёров с «маленьким аббатом Скарроном».
Тюренн — Анри де Ла Тур д’Овернь, виконт де Тюренн, маршал Франции, современник Скаррона, погиб за короля и отечество. Один из героев романа Дюма «Сорок пять».
Кромвель — вождь английской революции Оливер Кромвель. Один из героев романа Дюма «Двадцать лет спустя».

## География
Халкегиния
Континент, на котором происходит история.
Тристейн(1)
Маленькое королевство в западной части Халкегинии.
Ла-Рошель
Город в горах. Реальный Ла-Рошель — город на западе Франции, известный своей осадой в семнадцатом веке, описанной в романе Дюма «Три мушкетёра».
Германия(2)
Самое большое королевство на Халкегинии. Расположено на северо-востоке от Тристейна.
Галлия(3)
Королевство на юго-востоке от Тристейна.
Ромалия(4)
Религиозное государство на юге от Галлии.
Альбион(5)
Летающий остров.
Все государства являются отсылкой к реальным. По расположению Тристейн напоминает Бенилюкс, Галлия — Франция, Ромалия — Италия, Альбион — Великобритания.

## Магия: основные понятия
- По идее, все маги Халкегинии — дворяне, а все дворяне — маги. Но есть и исключения: к примеру, не-маг может получить дворянство за особые заслуги (Сайто) или маг может лишиться дворянства (Лонгвилль). Для того чтобы колдовать, маг должен использовать палочку или посох. Некоторые палочки уникальны и на палочку не похожи, например, у Гиша палочка в виде искусственной розы.

## Исторические предпосылки к этой магической системе
- Пять стихий — это классическая японская система, известная как годай. Согласно ей магия основана на пяти стихиях: Ти (земля), Суй (вода), Ка (огонь), Фуу (ветер) и Куу (пустота). Концепция была заимствована у индусов китайцами, по пути претерпев сильное влияние буддизма. В индийской системе сильнейшей из стихий является Акаша (эфир). В годай «эфир» заменён «пустотой» или «небытием».
- В западной культуре во времена Ренессанса Парацельсом четыре базовых стихии были ассоциированы с существами-элементалами. Ундины и гномы из немецкой мифологии стали элементалами воды и земли. Элементалами огня и воздуха (ветра) Парацельс назначил саламандру и сильфа (сильфиду).

## Боги
Бримир
Одно из имён Имира. В германо-скандинавской мифологии первое живое существо, инеистый великан, из которого создан был мир.